# Elena Delle Donne
Elena Delle Donne (* 5. September 1989 in Wilmington, Delaware) ist eine ehemalige US-amerikanische Basketballspielerin. Mit 196 cm so groß gewachsen wie viele Center-Spielerinnen, entspricht ihre Spielweise der eines Guards oder Forwards. Von 2013 war Delle Donne für 10 Spielzeiten in der WNBA aktiv, seit 2017 für die Washington Mystics.

## Karriere

### College
Nach einer herausragenden Basketballkarriere an der High School nahm Delle Donne 2008 zunächst ein Stipendium an der für ihr Basketballprogramm renommierten University of Connecticut an. Nach nur wenigen Tagen kehrte sie jedoch aus persönlichen Gründen in ihre Heimat Delaware zurück und begann ein Studium an der University of Delaware, für deren Volleyballmannschaft sie spielte. Erst im folgenden Jahr nahm Delle Donne wieder an Basketballspielen teil. Obwohl 2010 bei ihr die Infektionskrankheit Lyme-Borreliose diagnostiziert wurde, erzielte sie in ihrer NCAA-Karriere mehr als 3000 Punkte, was nur acht anderen Spielerinnen vor ihr gelungen war. Zudem gewann sie bei der Universiade 2011 mit der US-amerikanischen Auswahl die Goldmedaille.

### WNBA
Bei der WNBA Draft 2013 wurde Delle Donne an 2. Stelle von den Chicago Sky ausgewählt. Als erster Liganeuling überhaupt erhielt sie bei der Wahl für das WNBA All-Star Game die meisten Stimmen der Fans. Am Ende der Spielzeit wurde Delle Donne einstimmig zum WNBA Rookie of the Year gewählt. Während die Sky zuvor noch nie die Play-offs erreicht hatten, wurden sie diesmal Erster der Eastern Conference, schieden jedoch anschließend in der ersten Runde aus. In der Saison 2014 musste sie aufgrund ihrer Borreliose-Erkrankung eine längere Wettkampfpause einlegen. Gegen Saisonende griff sie jedoch wieder ins Spielgeschehen ein und erzielte in der entscheidenden Partie der ersten Play-off-Runde gegen die topgesetzten Atlanta Dream 34 Punkte, darunter den spielentscheidenden Wurf. Im weiteren Verlauf der Play-offs durch eine Rückenverletzung beeinträchtigt, erreichte sie mit den Sky die Finalserie, wo Chicago jedoch den Phoenix Mercury unterlegen war. 2015 wurde Delle Donne mit dem WNBA Most Valuable Player Award ausgezeichnet, unterlag aber mit Chicago in der ersten Runde der Play-offs den Indiana Fever. Auch 2016 führte Delle Donne die Sky in die Playoffs, wo sie verletzungsbedingt nicht spielen konnte. Die Saison der Sky endete im WNBA-Semifinale.
Vor der Saison 2017 wurde Delle Donne zu den Washington Mystics transferiert. Gleich in der ersten Saison in Washington führte sie das meist erfolglose Team zurück in die Playoffs und erreichte dort zum zweiten Mal in der Vereinsgeschichte das WNBA-Halbfinale. 2018 erzielten die Mystics 22 Siege in der regulären Saison, mehr hatten sie noch nie erreicht. Anschließend erreichten sie erstmals die WNBA-Finals, wo sie gegen die Seattle Storm mit 0:3 verloren. Nachdem Washington in der regulären Saison 2019 26 Siege erzielt hatte, konnten in den Finals die Connecticut Sun mit 3:2 besiegt werden, was die erste WNBA-Meisterschaft für die Washington Mystics bedeutete. Außerdem erhielt Delle Donne erneut die Auszeichnung als Most Valuable Player der WNBA, womit sie die erste Spielerin der Ligageschichte wurde, der dies mit zwei verschiedenen Mannschaften gelang. 2020 bestritt Delle Donne keine Spiele in der Liga, da sie die Befürchtung äußerte, aufgrund eines geschwächten Immunsystems im Falle einer COVID-19-Infektion schwer zu erkranken.
2021 wurde sie unter die 25 Greatest Players in WNBA History gewählt. Im Februar 2024 kündigte Delle Donne an, dass sie sich vom Basketball zurückziehen werde und unterschrieb den neuen Vertrag, den die Washington Mystics ihr angeboten hatten, nicht.
Im April 2025 gab Delle Donne dann offiziell ihren Rücktritt vom Profi-Basketball bekannt.

### Ausland
Im Gegensatz zu den meisten Spielerinnen nutzt Delle Donne die Saisonpause nicht regelmäßig für Einsätze in ausländischen Ligen. Bisher spielte sie nur 2017 kurzzeitig in der chinesischen Liga.

### Nationalmannschaft
Zu Beginn ihrer Karriere gewann Delle Donna bei der Sommer-Universiade 2011 mit der US-amerikanischen Auswahl die Goldmedaille. Bei den Olympischen Spielen 2016 gewann sie mit der US-amerikanischen Auswahl in Rio den Titel. Nachdem sie 2014 verletzungsbedingt die Weltmeisterschaften verpasst hatte, holte sie bei ihrer ersten WM-Teilnahme 2018 in Spanien den Titel mit dem US-Team.

## Privates
Donne heiratete am 4. November 2017 ihre Lebensgefährtin Amanda Clifton, mit der sie seit dem 2. Juni 2016 verlobt war.